# Набережна вулиця (Київ, історична)
На́бережна ву́лиця — зникла вулиця, що існувала в Ленінградському районі (нині — територія Святошинського району) міста Києва, село Микільська Борщагівка. Пролягала від вулиці Генерала Чибісова.

## Історія
Вулиця виникла в 1-й половині XX століття, ймовірно під такою ж назвою. Ліквідована у 1980-х роках під час знесення старої забудови села Микільська Борщагівка та будівництва житлового масиву Південна Борщагівка.